# May (rivière)
Pour les articles homonymes, voir May.
La rivière de May (May Deresi ou May Çayı) est une rivière turque coupée par le Barrage de May.

## Géographie
De 11 km de longueur, elle prend source entre Içeriçumra et Alibeyhüyügü, coule vers le sud-ouest sur 6 km, puis vers l'ouest jusqu'au barrage de May, au nord d'Ahmediye.
C'est l'un des multiples cours d'eau qui se perdent dans le bassin fermé au sud de Konya (vers  1 000 m d'altitude).